# Omégaverse
L'Omégaverse, de l'anglais Omegaverse, également connu sous le nom d'A/B/O (abréviation de « alpha/bêta/omega »), est à l'origine un sous-genre de fanfiction érotique. Le terme « Omégaverse » désigne par extension un fonctionnement fictif d'interactions romantiques et sexuelles dans une fiction érotique. On dira qu'une histoire se passe « dans l'Omégaverse ». 
Son principe se base sur une hiérarchie de dominance entre les êtres humains : les « alphas » dominants, les « bêtas » neutres et les « omégas » soumis. Cette hiérarchie détermine la façon dont les individus interagissent les uns avec les autres dans des contextes romantiques, érotiques et sexuels.
La première occurrence de l'omégaverse date de 2010. En réponse à un prompt posté en mai sur une communauté LiveJournal, la fanfiction I ain't no lady, but you'd be the tramp est publiée par tehdirtiestsock le 24 juillet, avec les acteurs de la série Supernatural, Jared Padalecki et Jensen Ackles en temps qu'Alpha et Oméga. Bien que le genre ne soit pas nommé à ce moment-là, cette fanfiction en introduit les caractéristiques principales.
En 2025, plus de 200 000 fanworks utilisent le tag Alpha/Beta/Omega Dynamics sur AO3, une des plateformes les plus utilisées pour partager des fanfictions. 